# Хмурковский, Феликс
Феликс Хмурковский (пол. Feliks Chmurkowski; 18 мая 1896 — 16 апреля 1971) — польский актёр театра, кино, радио и телевидения; также театральный режиссёр.

## Биография
Феликс Хмурковский родился в Варшаве. Актёрское образование получил в Варшавской драматической школе Яна Лорентовича, которую окончил в 1920 году. Дебютировал в театре в 1920, в кино в 1933 году. Актёр театров в Варшаве, Вильнюсе, Люблине, Гродно, Грудзёндзе, Торуне, Познани и Лодзи. Выступал в спектаклях «театра телевидения» в 1958—1968 годах и в радиопередачах «Польского радио». Умер в Варшаве, похоронен на кладбище Старые Повонзки.
Его жена — актриса Мария Хмурковская.

## Избранная фильмография
- 1933 — Ромео и Юлечка / Romeo i Julcia
- 1933 — Каждому можно любить / Każdemu wolno kochać
- 1933 — Его превосходительство субъект / Jego ekscelencja subiekt
- 1935 — Антек-полицмейстер / Antek Policmajster
- 1935 — Вацусь / Wacuś
- 1935 — Его сиятельство шофёр / Jaśnie pan szofer
- 1935 — Люби только меня / Kochaj tylko mnie
- 1936 — Пан Твардовский / Pan Twardowski
- 1936 — Его большая любовь / Jego wielka miłość
- 1936 — Герои Сибири / Bohaterowie Sybiru
- 1936 — Болек и Лёлек / Bolek i Lolek
- 1937 — Этажом выше / Piętro wyżej
- 1939 — Ложь Кристины / Kłamstwo Krystyny
- 1939 — Три сердца / Trzy serca
- 1939 — Бродяги / Włóczęgi
- 1939 — Гений сцены / Geniusz sceny
- 1939 — В конце пути / U kresu drogi
- 1939 — Завещание профессора Вильчура / Testament profesora Wilczura
- 1948 — Моё сокровище / Skarb
- 1949 — За вами пойдут другие / Za wami pójdą inni
- 1952 — Юность Шопена / Młodość Chopina
- 1953 — Пятеро с улицы Барской / Piątka z ulicy Barskiej
- 1954 — Под фригийской звездой / Pod gwiazdą frygijską
- 1954 — Дело пилота Мареша / Sprawa pilota Maresza
- 1959 — Кафе «Минога» / Cafe pod Minogą
- 1963 — Беспокойная племянница / Smarkula
- 1964 — Рукопись, найденная в Сарагосе / Rękopis znaleziony w Saragossie
- 1970 — Романтики / Romantyczni
- 1970 — Пан Додек / Pan Dodek